# 地球寒冷化
地球寒冷化（ちきゅうかんれいか）とは、英語 "Global cooling" の訳であり、特に1970年代に、エアロゾルと軌道強制力の冷却効果により、地球の差し迫った冷却が広範囲の氷河期に達するという説の事を指す。また、原始地球の全球融解（マグマオーシャン）以後に起こった冷却過程のこと。
実際には、1970年代の時点で地球温暖化を予測する科学者の方が多く、数十年の時を経て温暖化は進行した。

## 寒冷化の定義
寒冷化とは、長期にわたり気温が低下することであり、繰り返される地球の気温の上昇下降の下降傾向のことである。地球の寒冷化は約10万年周期で温暖化と寒冷化を繰り返し、その間にも小さな温暖化と寒冷化が繰り返されている。また、現在の温暖化は事実であるが、大きな500万年スケールで見ると現在も寒冷化傾向にあるとされる。
また、小氷期の始まりだとする場合もある。ここでいう小氷期とは、氷期（12万年周期で訪れている、気温が現在よりも5度から10度低い時代）でも氷河時代（100万年位前から始まり現在も継続中の、北極南極に極冠がある地球全体が寒い時代）でもなく、数百年ごとに訪れる現在より気温が0.5度ほど低い時代のことである。地球の歴史で最大の寒冷化は原生代の初期と後期に起きたとされ、地球全体が凍結する極端な寒冷化が生じる全球凍結（スノーボールアース現象）が起きたと考えられている。なお、2000年代に入ってから各地で度々異常低温が起きているが、これは寒冷化ではなく、地球温暖化が原因でジェット気流が蛇行し寒気が流れ込んだためだと考えられている。

## 寒冷化のメカニズム
寒冷化のメカニズムは様々な要因が考えられ、それらが複雑に関係していると考えられる。

### エアロゾル
主に化石燃料の燃焼で発生する副次的な生成物や、一部では土地利用の変化などの人間活動によって大気中の微粒子（エアロゾル）の量が増加する。エアロゾルには、地球のアルベドを増やすことで地球を寒冷化させる「直接的効果」と、凝結核として雲の生成を促進する「間接的効果」がある。1970年代前半には、エアロゾルの寒冷化効果はCO2排出による温暖化の結果を左右する、という予測もあった（詳細は、以下のラソールとシュナイダー (1971) の議論を参照）。理論の発展と実際の気温上昇を踏まえ、地球寒冷化のメカニズムにより予測された気温の低下は今では棄却されている。その一方で、温室効果ガスの増加に劣っているが、エアロゾルは寒冷化の傾向に寄与し、地球薄暮化に寄与していると考えられている。

### 軌道強制力

CO_{2}, temperature, and dust concentration measured by Petit et al. from Vostok ice core at Antarctica.

地軸の傾きと地球の公転軌道の変化によって生じるミランコビッチ・サイクルによる軌道強制力もあげられる。ミランコビッチ・サイクルは、太陽光の入射量をわずかだが変化させ、季節変化の時期、強さに影響を与え、氷期・間氷期サイクルの原因であるとされており、1970年代半ばに理解が急速に進んだ。ヘイズらの著名な論文「氷河期の決定要素である地球の軌道変化」では、「化石燃料の燃焼など人為的要素を含まず自然要因のみで、また、2万年かそれ以上の周期に関する長期の傾向のみで予測して、この先2万年の長期的傾向は、北半球が広く凍結及び寒冷化することを示している」と予測した。氷河期の周期が予測可能だという考えは、次の氷河期が「すぐに」来るという考えに繋がった。長いタイムスケールを扱い慣れていて、数千年規模を「すぐに」と表現する地質学者らによって表現されたためである。実際には最も短い周期が約2万年のミランコビッチ・サイクルでは、1～2世紀よりも短い急速な氷河期の到来は予測は出来ない。これについて、ナイジェル・コールダーの「スノーブリッツ」論などの説も出されたが、広く支持されなかった。

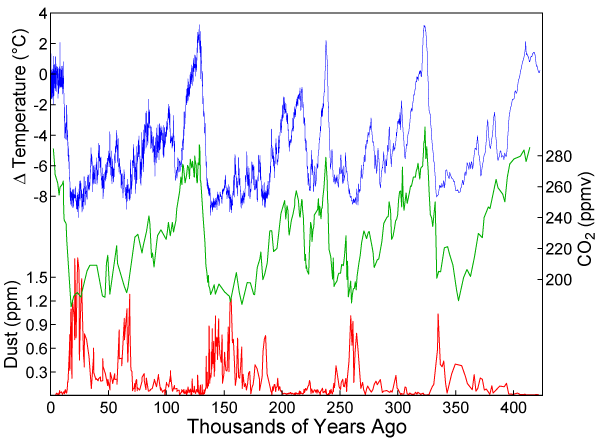
南極大陸のボストーク氷床コアより測定した、CO_{2}、温度、空気中の塵の濃度

現在の間氷期の気温がピークを迎える期間の長さは、前の間氷期（サンガモン/エーミアン (Sangamon/Eemian)）における、気温がピークを迎える期間の長さとほぼ等しいと考えることができ、現在の温暖期は終わりが近いだろうとの根拠に薄い断言もよく見られる。この考えは、前の間氷期の長さが一定であるとの事実によっている（付図参照）。ペティット (Petit) らは「MIS5.5の間氷期とMIS9.3の間氷期は完新世とは異なるものではあるが、期間や状態そして規模といった点では似ており、これら2つの間氷期では、それぞれ4,000年の温暖期があり、その後に比較的はやい寒冷化が起こる」と指摘している。今後の軌道の変化は過去のそれらと同一ではないと指摘されている。

### 深層循環の停止
海洋の深層循環は、熱塩循環やコンベヤーベルトと呼ばれる海水の水温と塩分による密度差によって駆動している。この循環が気候に影響を与えてると考えられ、深層循環が弱まり循環が停止すると寒冷化するとされる。
表層の海水が北大西洋のグリーンランド沖と南極大陸の大陸棚周辺で冷却され、重くなった海水は底層へと沈み込み、世界の海洋の底層へと広がり、その後、潮汐により乱流が起き海が混ぜられると表層の温かい海水と接する、すると低層の海水は温められ、軽くなってゆっくりと上昇し表層へと戻るという循環が約1000年以上かけて行われている。これがポンプの役割を果たし北の冷たい海水は底層を通って南へ、南の暖かい海水は表層を通って北へと運ばれその熱は北の大気へと放出される。このように深層循環によって熱が循環している。しかし、地球温暖化や気候変動などの影響により、海水の昇温や、降水の増加や氷床の融解による塩分濃度の低下などにより表層の海水の密度が軽くなり、沈み込みの量が減少し、循環が弱くなったり、停止したりすると、暖かい海水は北へと運ばれなくなり寒冷化する。過去にはベーリング・アレレード期と呼ばれる亜間氷期の温暖化が序々に進行していた時代に、深層循環の停止により急激に温度が低下し、それが1000年以上続いたヤンガードリアス期がある。
IPCCのAR4では「深層循環の変化についての信頼できる予測はまだない」とするものの、1957年には、1000m以浅の北向きの流量は22.9m3/sだったのに対し、2004年には14.8m3/sなるなど循環が弱まっていることが分かっている。深層循環は数十年規模の自然変動により強まる可能性はあるが、21世紀を通じて弱まる可能性は非常に高いとしており、21世紀以降には停止する可能性はあるとした。2021年IPCC発表のAR6では21世紀中に弱まる可能性は非常に高いとし、一方で21世紀中に停止する可能性は5割の確信度（medium confidence）で無いとした。

### スベンスマルク効果
スベンスマルク効果とは、宇宙空間から飛来する銀河宇宙線が地球の気候に影響を及ぼすとする仮説。スベンスマルク効果による雲の日傘効果により寒冷化すると考えられている。大阪湾の堆積物コアの花粉の分析から分かった寒冷化時期と、同じ時期にスベンスマルク効果による下層雲による雲の日傘効果により冬の季節風の強化が起こっていることから、この寒冷化にスベンスマルク効果が関係していると考えらえる。

## 1970年代の地球寒冷化説の総説
1970年代の地球寒冷化説は当初、この仮説は科学的に強い支持をされたものではなかったが、氷河期の周期性と、1940年代から1970年代の前半にかけての気温低下の理解を進める上で、良い材料として新聞に報告されたため、人々の関心を一時的に集めた。上記の三十年間にはそれ以前の時代と比べ人工的な二酸化炭素の放出は増えた時代であったが、気温の低下がおこったためである。
1970年代には、全球平均気温が1945年から下がってきているとの認識があった。21世紀を通じての気候の傾向に関する学術論文の殆どが将来の気温上昇を予測しているなかで、１割が気温の下降を予測していた。世間では二酸化炭素が気候に及ぼす影響を殆ど認識してこなかったが、1959年のScience Newsでは、1850年から2000年の150年間で大気中の二酸化炭素が25％増加し、その結果としての気温上昇を予測している。1968年にはポール・R・エールリッヒが温室効果ガスによる気候の変化について触れている 。地球寒冷化説が大衆紙で扱われた1970年代半ばには、気温の下降は止まりつつあり、気候学者の間では二酸化炭素の温室効果に関心が払われていた。これらの報文を受けて、世界気象機関は「とても顕著な全球規模の温暖化」が起こりうる（probable）とした。現在では、熱塩循環が減少もしくは停止することによる地域的な寒冷化の可能性にもいくらか関心が払われている。これは氷河の融解に伴い、北大西洋に塩分濃度の低い水が大量に流入することによって起きると言われる。これが生じる可能性は非常に低く、IPCCは「熱塩循環が弱まるモデルにおいても、ヨーロッパ全域にわたり気温は上昇する」と報告している。たとえば、放射強制力が増加する全球気候モデル (AOGCM) を総合すると、北西ヨーロッパの温度変化は正となる。
しかし近年の科学的かつ世界的に広く認められた複数の調査結果は、長期的には寒冷化ではなく、地球温暖化が進行していると結論付けている（#現在の知識の水準節を参照）。またIPCC第4次評価報告書にて評価された全ての気候モデルにおいて、近い将来に寒冷化が始まる可能性が否定されている。こういった事実に鑑みれば、1970年代に叫ばれた地球寒冷化説というものは事実上否定されたも同然であろう。

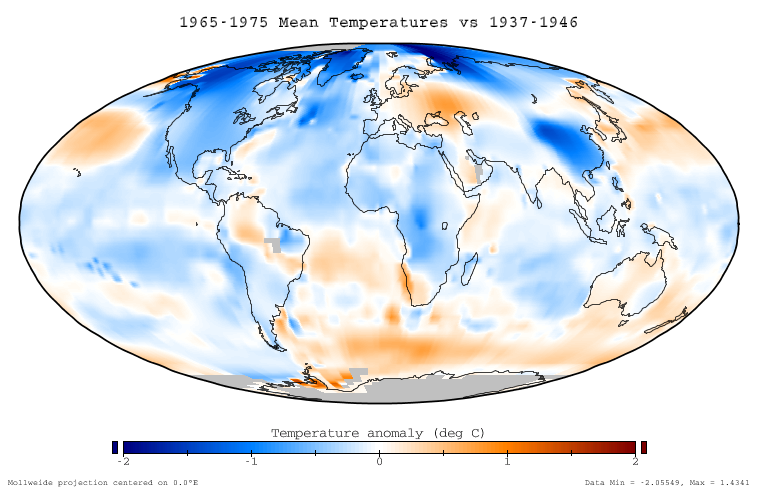
1937年 - 1946年の平均気温に対する、1965年 - 1975年の平均気温の変化。この期間は寒冷化が進んだ地域が多かったことが分かる。

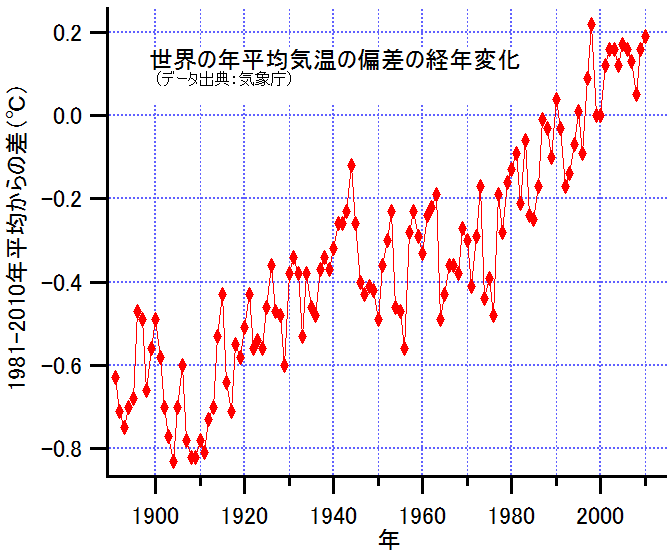
世界の年平均気温の偏差の経年変化（1891～2010年）

## 20世紀半ば以降の地球寒冷化の議論の経緯

### 1970年代以前
ミッチェル（J. Murray Mitchell）は、 1940年から数十年規模で寒冷化していると1963年に示した。1965年にコロラドで開かれた気候変動に関する会議では、予測された太陽活動の僅かな変化が、どれぐらい氷期のきっかけになるのかの憶測が、ミランコビッチサイクルを裏付ける兆候があったことで巻き起こった。1966年にはエミリアーニ (Cesare Emiliani) は「新しい氷期が2、3千年以内に始まるだろう」と予測していた。1968年の「人口爆弾」では、「二酸化炭素の量の急増で現在温室効果がさらに高まっている。…これは、飛行機雲、チリ、その他汚染物質による低層雲によって打ち消される。今のところ、大気をゴミ処理場のように使っていたことが、どんな気候をもたらすかは予測できない。」とされていた。

### 1970年代の認識

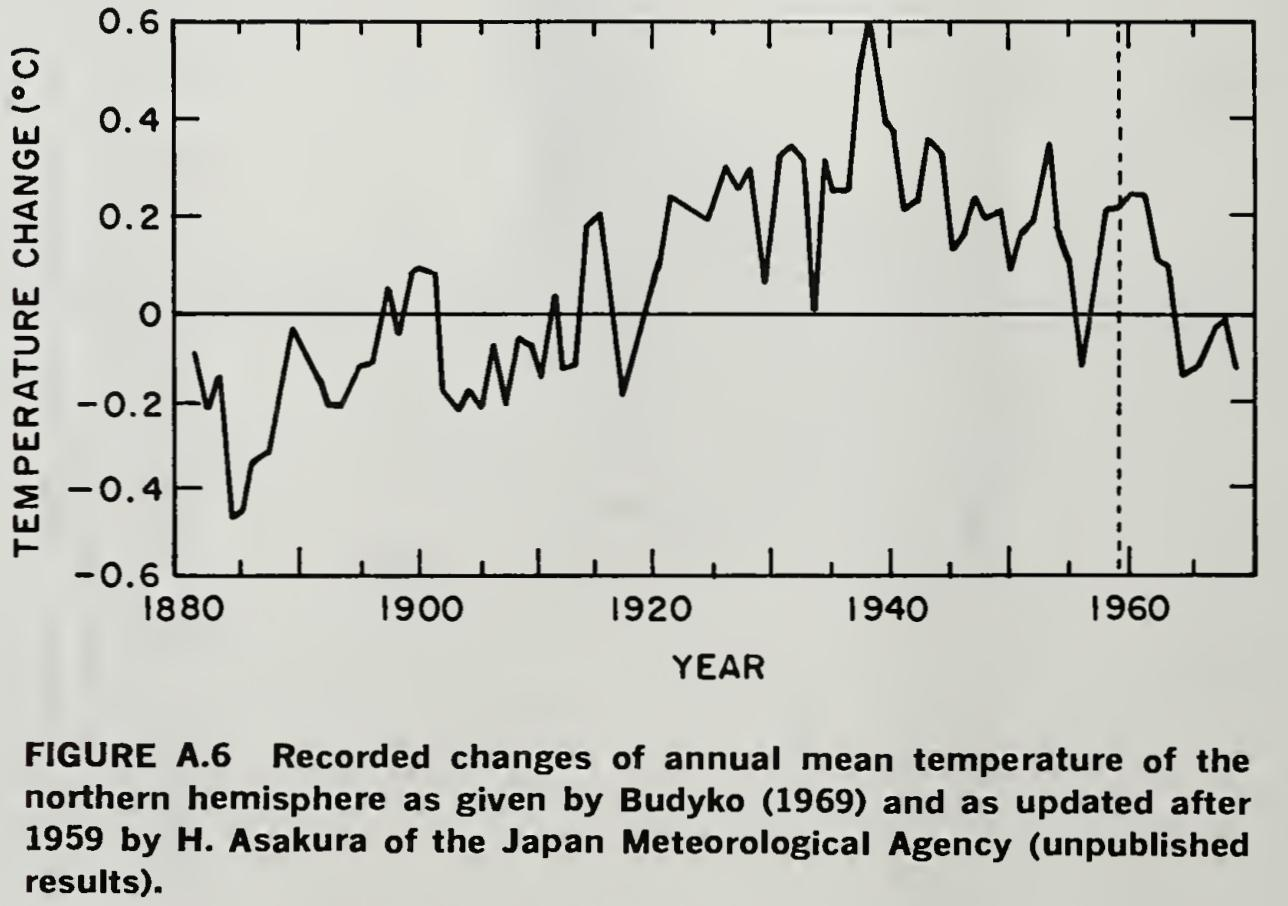
1975年における気温データ。次の図と比較せよ。

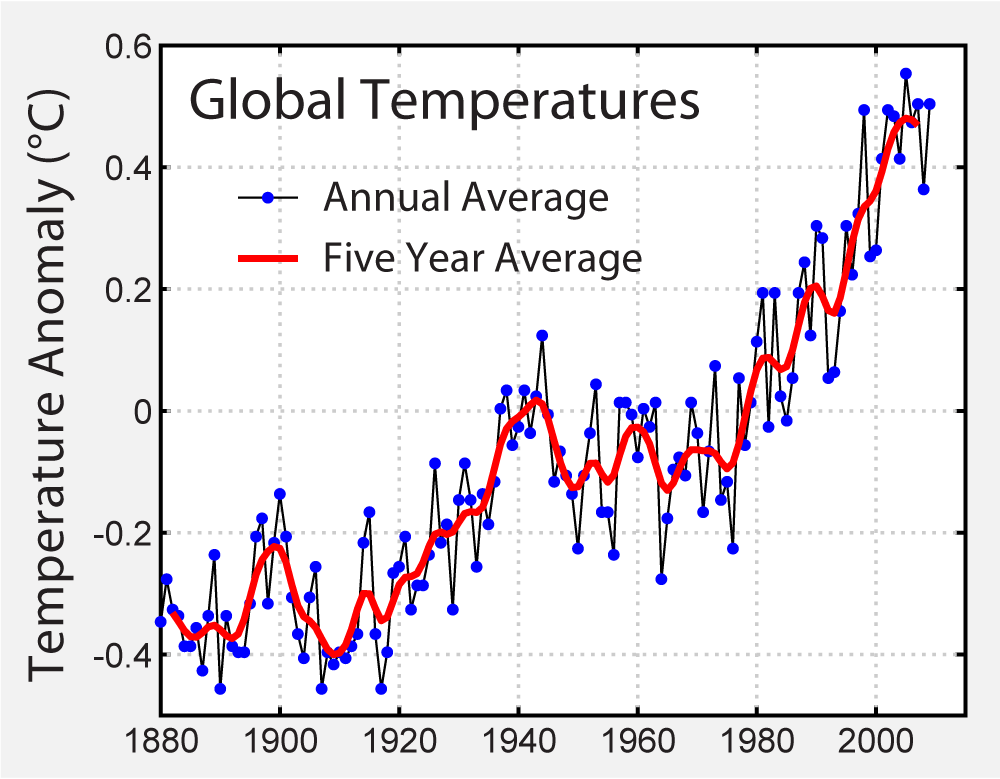
地球全体の平均気温の記録

人為的温暖化の可能性が査読付論文では主流であった が、1970年代に寒冷化への関心は最も高まった。（1945年から20年ほどの気温低下傾向は、数十年の気温上昇の後に、谷に到達したことを示唆している。）この関心の高まりは、世界の気候や、氷期の原因について知られていなかったことに依るものである。しかし、気候学者たちは、この傾向に基づく予測は不可能であることを認識していた。なぜなら、この傾向は研究されておらず理解もされていなかった（例えば）。それにも関わらず、一般紙においては、寒冷化の可能性が当時の科学的報告による注釈なしで報道されていた。そして、「1972 - 73年にかけてのアジアや北米の一部での異常に寒い冬が、一般の意識にすりこまれた」。1970年代には、全球、半球の気温データの集計が始まった。ワートによる「温暖化の発見とはなにか」では、「1970年代には、科学者も大衆も地球が温暖化してきたか寒冷化であったのか確かではなかったが、地球の気候が変化しつつありそれが僅かなものではないと徐々に信じるようになってきた。」としている。
1972年にエミリアーニは「人間活動は新たな氷期の到来を早めるか、氷帽の大幅あるいは全量の融解を引き起こすかもしれない。」と警告している。同年、氷河期研究の専門家達は「温暖期の終焉は疑うことなく近い（undoubtedly near）」と同意した。しかし、同じ会議の第四紀の研究報告の版では、「この部会の議論で見いだされる結論としては、気候変動のメカニズムを理解するために必要な知識は残念ながら不十分である」と述べている。人間活動による影響がなくても、本格的な寒冷期が「数千年・数世紀の内に予測される」と考えていた。しかし、他の多くの研究者達はこの結論を疑っていた

同年、ククラ（George Kukla）とマシュース（Robert Matthews）はサイエンス誌上での会議報告で、
いつどのように現在の間氷期が終わるのかを問いかけ、「人間が有史以来経験してきた変動幅を大幅に超える地球寒冷化とそれに関連する環境の急激な変化は、数千年から数世紀のうちに生じるに違いない」と結んでいる。

### 1970年の「重要環境問題研究」
1970年の「重要環境問題研究」（SCEP）では、二酸化炭素の増加によって温暖化する可能性に触れているが、寒冷化への懸念については触れず、「地球寒冷化」に関心が払われなかった。

### 1971年の温暖化と寒冷化の要因に関する論文
1971年7月、S・イチティアク・ラスール (S. Ichtiaque Rasool) とスティーブン・H・シュナイダー (Stephen H. Schneider)による論文が、雑誌「サイエンス」で発表された。この論文は「大気中の二酸化炭素とエアロゾル：大きく増加する地球的気候への影響」と銘打たれ、将来起こり得る二つのタイプの人間の環境における排出物の影響を模索している。
1. 二酸化炭素などの温室効果ガス。
2. スモッグなどの微粒子による汚染。それらの一部はエアロゾルとして数年間大気中に浮遊する。

温室効果ガスは、地球温暖化を促進する本当の要因と考えられそうだが、一方で微粒子による汚染は太陽光をさえぎり、寒冷化を進める。論文において、ラスールとシュナイダーは、予測可能な未来においてエアロゾルは、温室効果ガスよりも気候変動に影響しやすい、と言う説を立て、エアロゾルが四倍になれば、「（地球の）平均気温が3.5℃も下がりうるだろう。もしこれが何年間か続いたら、このような気温低下は氷河期を引き起こすのには十分なものになりうるだろう」と明言した。 この一節が示すように、ラスールとシュナイダーは地球寒冷化を、将来起こりうる筋書きと考えていたが、寒冷化の「予測」までは行っていなかった。

### 1974年及び1972年の科学委員会
ワシントン・ポストに発言の一部が掲載された中に、後のエネルギー省長官のジェームズ・シュレジンジャーは、1974年に米国科学審議会において、米国科学財団の理事会が次の様に明言したことを記している。
「過去20年から30年の間、地球の気温は下がってきており（1974年現在）、それも最初は不規則的だったが、ここ十年間ではっきりしてきている」
この内容は正しいものだが（過去の気温変化を参照）、ワシントン･ポストは、この意見に賛成ではなかった。ワシントン･ポストは、審議会がその時よりも二年前に次のようなことを、すでに認識していたと述べた。
「過去の間氷期の記録から判断すると、今の気温の高い時代は終焉を迎えるはずで、（省略）次の氷河期に向かっていくだろう」
しかし、この文章は前後関係を無視した引用で、誤解を生じさせるものであった。完全な文章は以下の通りであった。
「過去の間氷期の記録から判断すると、今の気温の高い時代は終焉を迎えるはずで、（省略）次の氷河期に向かっていくだろう。だがしかし、人間による干渉が環境を変える可能性よりも、気候パターンが予想と違う軌道を描く可能性の方が高く、そうなりやすいとさえ言える（後略）」

### 1975年の全米科学アカデミーの報告
全米科学アカデミー (NAS) による、更に研究が必要な問題に関しての報告があった。これは、気候が変化すると言う事実に対して興味を向けた。1975年、NASによる「気候変化の理解。問題と対策」と言う題名の報告は予測を行っておらず、次の事実を述べていた。「我々は、気候のメカニズムや、何が気候の変化を決めているかの定量的な理解がされていない。基礎的な理解を行わずに、気候を予測することは不可能であると考えられる」。その「計画とやるべきこと」は、「気候変動の定量的評価に必要な情報を収集し、十分に調整され期待できる数値モデルの使用することである」ため、更なる研究を単に呼びかけた。
その報告は、更に次のように述べていた。
「地球の気候は常に変化しており、将来もこの変化は間違いなく続く。将来これらの変化がどれだけ大きく、どれだけ広く、どれだけ急速に生じても、我々は知ることはできない」
これは、科学及び環境政策プロジェクト (Science & Environmental Policy Project、SEPP) による発言、「NASの『エキスパート』は、1975年の報告で恐怖で取り乱している」と対立していた。

### 1975年のニューズウィークの記事
これらの議論が科学者の集まりで行われている間、一般メディアではさらに劇的な事態が生じていた。1975年4月28日、ニューズウィークマガジンの「寒冷化する世界」と言う題名の記事が、「地球の気候パターンが変化しつつあると言う不吉な前兆」と言う点や、「1945年から1968年の間の北半球の平均気温が華氏温度で半分になった」と言う点を指摘した。この記事は「これらの（地球寒冷化の）予測を裏付ける証拠は、それを集めるために気象学者が大変な状況になるくらい、現在大量に収集が始まっている」と述べた。「ニューズウィーク」の記事は寒冷化の原因については述べていなかった。ただ、「氷河期の大小の要因が何かと言うのは謎である。」と述べ、NASの結論「基本的な科学的な疑問はほとんど回答できない。ほとんどの場合、我々は根本的な問題に焦点を当てるほど知識が無いのだ。」と言う文章を引用した。
その記事では、「黒いすすに覆われ氷河が解けるか、氷河の進路を変えるか」の2者択一の解を示していた。しかし、これらは実現可能なものではなかった。「ニューズウィーク」の記事は、次の様に政府の指導者を非難する形でまとめていた。「しかし、どこかの政府の指導者が単に食料の備蓄を行うとか、将来の食糧供給の経済的な見通しに気候の不確かの要素を導入するなどの一部の兆しを、科学者は見ている…。もはや計画に（政治家たちに）猶予は無い。気候の変化に対して対抗することが難しいことに気がついた時には、結果は残酷な現実となる」記事は、「飢饉が破滅的に訪れる」、「干ばつと荒地」、「記録上最大規模の竜巻の発生」、「干ばつ、洪水、乾季が延び、長い氷期、雨季の遅れ」、「食料不足で移動もできない」、「惑星が第6番目の氷河期に向かおうとしている」等の扇情的に強調され、出典のない記載であふれていた。
2006年10月23日、ニューズウィークは元の記事から31年たって、訂正記事をまとめた。それは、「近い将来に関して、大きく誤ってしまった」と言う記載から始まる記事であった（編集者のジェリー・アドラーは、「話は『誤って』いなかった、編集者の感覚では『不正確』であった」と述べている）。

### 1980年のカール・セーガン「コスモス」の放送
科学番組のコスモスの中で、天文学者のカール・セーガンは、森林の焼失と伐採による劇的な寒冷化を警告した。彼は、地球の表面のアルベドが増加することにより、次の氷河期が訪れると主張した。彼は、これは温室効果ガスの放出による効果を打ち消し、逆にそれを越えるものであると述べた。「コスモス」はテレビ放送で有名なシリーズであり、アメリカ合衆国における小中高校生が良く見ていた番組であった。

### 他の1970年代の作品
1970年代後半に、この題材に関していくつかの有名で（ドラマ風の）本が出版された。その一つが「気象に関わる陰謀。次の氷河期がやってくる」(The Weather Conspiracy: The Coming of the New Ice Age)である。

### 1979年のWMOの会議
10年後（1979年）のWMOの会議において、F・K・ハーレ (F.K.Hare) が以下の様な報告を行った。
「図8は、（中略）、1938年が最も暖かった年であることを示している。『気温』はその後、0.4℃低下した。最終的に、低下は1964年頃に終わり、その後気温は反転した」
「図9は気温の低下が終わりを示し（中略）、明らかに、証拠を今日まで寒冷化よりに重み付けており（中略）、しかし、指摘の点は世界の気温の毎年の変化が傾向より高くなっており（中略）、本当の傾向を見るのは難しい（後略）」
「更に疑問なのは、この傾向が本当に地球規模なのかと言う点である。陸地の面積が1943年から1975年の間の一般的な気温の上昇に関連があるか見るために南半球全体の5年平均の気温の変化を計算した。1960 - 64年の期間は、強く上昇しており（中略）、1938年からの地球規模の寒冷化が続いていると言う仮説に反する南半球のデータが得られた(p.65)」

## その他の検討例

### 粉塵等の大量放出によるもの
1980年代初頭ころから、いくつかのレポートにおいて核の冬について論及されるようになった。また、同様の推測・憶測が天体との衝突やカルデラ火山の破局噴火といった大量に舞い上がった灰が成層圏まで達するようなレベルの破局的災害の結果としても語られるようになってきた。フィクションの世界では、小松左京の『日本沈没』第二部（2006年、谷甲州との共著）では、第一部において日本列島の沈没をもたらした地殻変動の際に列島各地で断続的に発生した火山噴火による噴出物と列島の沈没の結果として生じた太平洋の海流変化が地球寒冷化を起こしていく設定になっている。

### 極度な地球温暖化の後に起こるもの
極度の地球温暖化進行の結果、海流が変化して一部の地域の寒冷化が起こると言う考えは、既に1990年代に提唱されていた。
『スーパーストーム 世界が氷に覆われる日』（アート・ベル & ホイットリー・ストリーバー著）を元に製作されたパニック映画、『デイ・アフター・トゥモロー』（2004年）では、地球温暖化による海流の変化が原因でアメリカ合衆国北東部の急速な寒冷化が起こる様子（ヤンガードリアス期に起きたとされる出来事に基いたものだが、進行速度などがかなり誇張されている）を映像で表現して注目を集めた。

### 米国による検討例
2004年のペンタゴンによる秘密報告書は気候変動による様々な災害を検討していた。

## 地球寒冷化をテーマにした作品
- 日本沈没 第2部
- デイ・アフター・トゥモロー
- 機動戦士ガンダム 逆襲のシャア(コロニー落としも参照)